# L'Étang-Vergy
L'Étang-Vergy is een gemeente in het Franse departement Côte-d'Or (regio Bourgogne-Franche-Comté) en telt 197 inwoners (2005). De plaats maakt deel uit van het arrondissement Dijon.

## Geografie
De oppervlakte van L'Étang-Vergy bedraagt 2,6 km², de bevolkingsdichtheid is 75,8 inwoners per km².
De onderstaande kaart toont de ligging van L'Étang-Vergy met de belangrijkste infrastructuur en aangrenzende gemeenten.

## Demografie
Onderstaande figuur toont het verloop van het inwonertal (bron: INSEE-tellingen).